# Bob Nolan

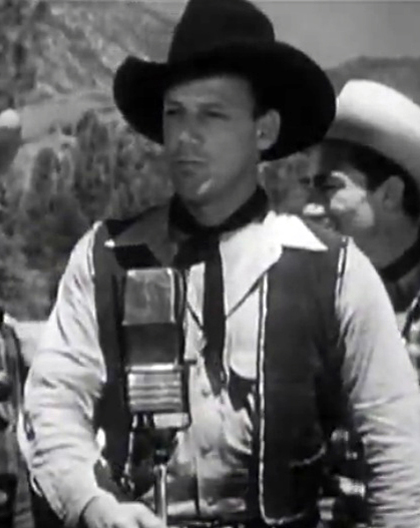
Bob Nolan

Bob Nolan, eigentlich Clarence Robert Nobles, (* 13. April 1908 in Winnipeg, Manitoba, Kanada; † 16. Juni 1980 in Newport Beach, Kalifornien, USA) war ein kanadischer Country-Sänger.

## Biografie
Nolan war Gründungsmitglied der Sons of the Pioneers. Gemeinsam mit Leonard Slye (der sich später in Roy Rogers umtaufte) und Tim Spencer begann man 1933 in Los Angeles als Pioneer Trio. Es stießen weitere Musiker zu der Gruppe, und aus dem Versprecher eines Radioansagers entstand 1935 der Name Sons of the Pioneers. 1946 hatte er an der Seite von Roy Rogers einen Gastauftritt in dem Western Schüsse auf der Ranch.
Der naturverbundene Nolan hatte die besondere Begabung, seine Empfindungen musikalisch umzusetzen. Er komponierte zahlreiche Songs, darunter die Klassiker Cool Water und Tumbling Tumbleweeds und gilt auch heute noch als einer der besten Songwriter, die die Country-Musik hervorgebracht hat.
1979, ein Jahr vor seinem Tod, brachte Bob Nolan das Album The Sound of a Pioneer heraus, in dem er mit hörbar nachlassender Stimme seine alten Lieder singt. In Can You Hear Those Pioneers erzählt er von vergangenen Zeiten, die unwiederbringlich vorbei sind, und in That Old Outlaw Time setzt er sich mit dem nahenden Tod auseinander. Hier der Refrain:
I'll make a stand, go against any man and I'll beat his hand or he'll beat mine
but there is no way to win no way to win against that old outlaw time
Nolan starb am 16. Juni 1980. Seinem Wunsch folgend, wurde seine Asche in der Wüste von Nevada verstreut.

## Diskografie
- 1979 - The Sound of a Pioneer

## Filmographie (Auswahl)
- 1935: The Old Homestead
- 1938: West of Santa Fee
- 1942: Das Herz des goldenen Westens (Heart of the Golden West)
- 1946: Schüsse auf der Ranch (My Pal Trigger)
- 1946: Roll on Texas Moon
- 1946: Under Nevada Skies
- 1948: Musik, Tanz und Rhythmus (Melody Time)